# Paul Bilke
Paul Bilke (* 2. Juni 1928 in Lucka; † 2008) war ein deutscher Oberst des Ministeriums für Staatssicherheit (MfS) der DDR. Er war von 1971 bis 1976 Leiter der Abteilung V der Hauptverwaltung A (HVA), des Auslandsnachrichtendienstes der DDR, zuständig für die „wissenschaftlich-technische Auswertung von westlichen Spitzentechnologien“ vorwiegend durch Wirtschaftsspionage.

## Leben
Nach der Volksschule und einer Ausbildung zum Elektriker trat Bilke 1945 in die KPD ein und wurde mit der Zwangsvereinigung von SPD und KPD 1946 Mitglied der SED. 1950 erreichte er den Abschluss als Ingenieur an der Ingenieurschule Zwickau.
Im Jahre 1953 wurde Bilke in der Hauptabteilung III des MfS, zuständig für Wirtschaft, eingestellt. Im Juni 1956 wurde er im Rang eines Hauptmanns Leiter der neugebildeten Arbeitsgruppe Wissenschaftlich-technische Auswertung (AG WTA), die zunächst dem Stellvertreter des Ministers Otto Last und ab 1957 dem 1. Stellvertreter des Ministers Otto Walter unterstellt war. Bilke wurde 1957 zum Major befördert. Nach dem Besuch der Politschule der Nationalen Volksarmee (NVA) und der Auflösung der Abteilung und Übernahme durch die Hauptverwaltung A (HVA) des MfS im September 1962 wechselte er als stellvertretender Leiter der Abteilung V, zuständig für Wirtschaftsspionage, in den Auslandsnachrichtendienst der DDR nach Ost-Berlin. 1964/65 besuchte er die Schule der HVA und war dann von 1967 bis 1971 Stellvertreter Aufklärung des Leiters der Bezirksverwaltung Leipzig des MfS. Anschließend war er von Juli 1971 bis 1976 Leiter der Abteilung V im MfS. Im Februar 1973 wurde Bilke zum Oberst befördert und im April 1976 entlassen, um „andere wichtige Aufgaben“ zu übernehmen (er wurde Offizier im besonderen Einsatz (OiBe)). Am 1. Juli 1976 erfolgte die Ernennung von Harry Herrmann zu seinem Nachfolger. Bilke fungierte dann als Hauptabteilungsleiter im Ministerium für Wissenschaft und Technik. Als solcher paraphierte er im Juni 1983 in Madrid als Leiter der DDR-Verhandlungsdelegation ein Regierungsabkommen über wissenschaftlich-technische Zusammenarbeit zwischen der DDR und Spanien.
Nach dem Ende der DDR ermittelte die Zentrale Ermittlungsstelle für Regierungs- und Vereinigungskriminalität (ZERV) und die Staatsanwaltschaft im Entführungsfall Walter Thräne gegen Bilke. Er wurde im Januar 1998 angeklagt, einer Freiheitsberaubung in Tateinheit mit Körperverletzung Hilfe geleistet zu haben. Da ihm keine direkte Beteiligung nachgewiesen werden konnte, wurde er in der Hauptverhandlung im Juli 1998 vom Landgericht Berlin freigesprochen.